# Antipodes-kecskepapagáj
Az Antipodes-kecskepapagáj (Cyanoramphus unicolor), korábban ellenlábas-szigeteki kecskepapagáj, a madarak osztályába, a papagájalakúak (Psittaciformes) rendjéhez, ezen belül a szakállaspapagáj-félék (Psittaculidae) családjához tartozó faj. Az  Új-Zélandhoz tartozó Ellenlábas-szigeteken őshonos; egyike a szigeten található két papagájfajnak. A faj neve elterjedési területére utal.
Az Antipodes-kecskepapagáj egyike a világ öt talajlakó papagájfajának (ez nem jelenti azt, hogy a faj röpképtelen lenne). Hosszú életű madár, mely akár 10 évig is élhet. Az egerek behurcolása az Ellenlábas-szigetekre komoly kihívás elé állítja ezt a madarat, mivel az egerekkel versenyeznie kell a táplálékforrásokért.

## Taxonómia és rokon fajok
A kecskepapagájok (Cyanoramphus nem) közé körülbelül tucatnyi kis-közepes méretű, morfológiailag igen hasonló, zöld tollazatú papagájfaj tartozik, melyek mindegyike Új-Zélandon és a környező szigeteken őshonos. 
Közülük az Ellenlábas-szigeteken két faj fordul elő: a nagyobb méretű Antipodes-kecskepapagáj és a valamivel kisebbre növő Hochstetter-kecskepapagáj (Cyanoramphus hochstetteri). Korábban a Hochstetter-kecskepapagájt a pirosfejű kecskepapagáj (Cyanoramphus novaezelandiae) alfajának tartották, ma azonban egyes források önálló fajként tartják számon. Az Antipodes-kecskepapagáj legközelebbi rokona a Hochstetter-kecskepapagáj.

## Életmódja
Az Antipodes-kecskepapagáj a Cyanoramphus nem legnagyobb faja; 30 cm (12  in) hosszú.
A kecskepapagájok általában leveleket, rügyeket, füvet, és fűcsomókat esznek; valamint időnként magokból, virágokból, és halott tengeri madarakból táplálkoznak. Az Antipodes-kecskepapagáj prédái közé tartozik a viharfecskefélék közé tartozó szürkehátú viharfecske (Garrodia nereis) is. Bemegy az üregekbe, hogy megölje a felnőtteket; ha túl kicsi a lyuk, ki is bővíti azt. A papagájok között ritka más madarak prédává tétele; ez közös jellemzője a Kaikoura régiói keával. 
Az Antipodes-kecskepapagájok sok időt töltenek a földön; és nagyon kis csoportokban, párban vagy magányosan élnek. 

## Természetvédelmi státusza
Az Antipodes-kecskepapagáj állománya stabil, azonban a Természetvédelmi Világszövetség Vörös Listáján sebezhetőként szerepel. Állományát 2000-3000 példányra becsülik. Eredetileg csak a névadó szigeteken éltek, most már viszont kis számban a szárazföldön is jelen vannak; ez kevesebb mint 20 fogságban tartott példányt jelent.

## Fordítás
- Ez a szócikk részben vagy egészben  az   Antipodes Parakeet című angol Wikipédia-szócikk fordításán alapul.  Az eredeti cikk szerkesztőit annak laptörténete sorolja fel. Ez a jelzés csupán a megfogalmazás eredetét és a szerzői jogokat jelzi, nem szolgál a cikkben szereplő információk forrásmegjelöléseként.